# Jean-Charles Houzeau

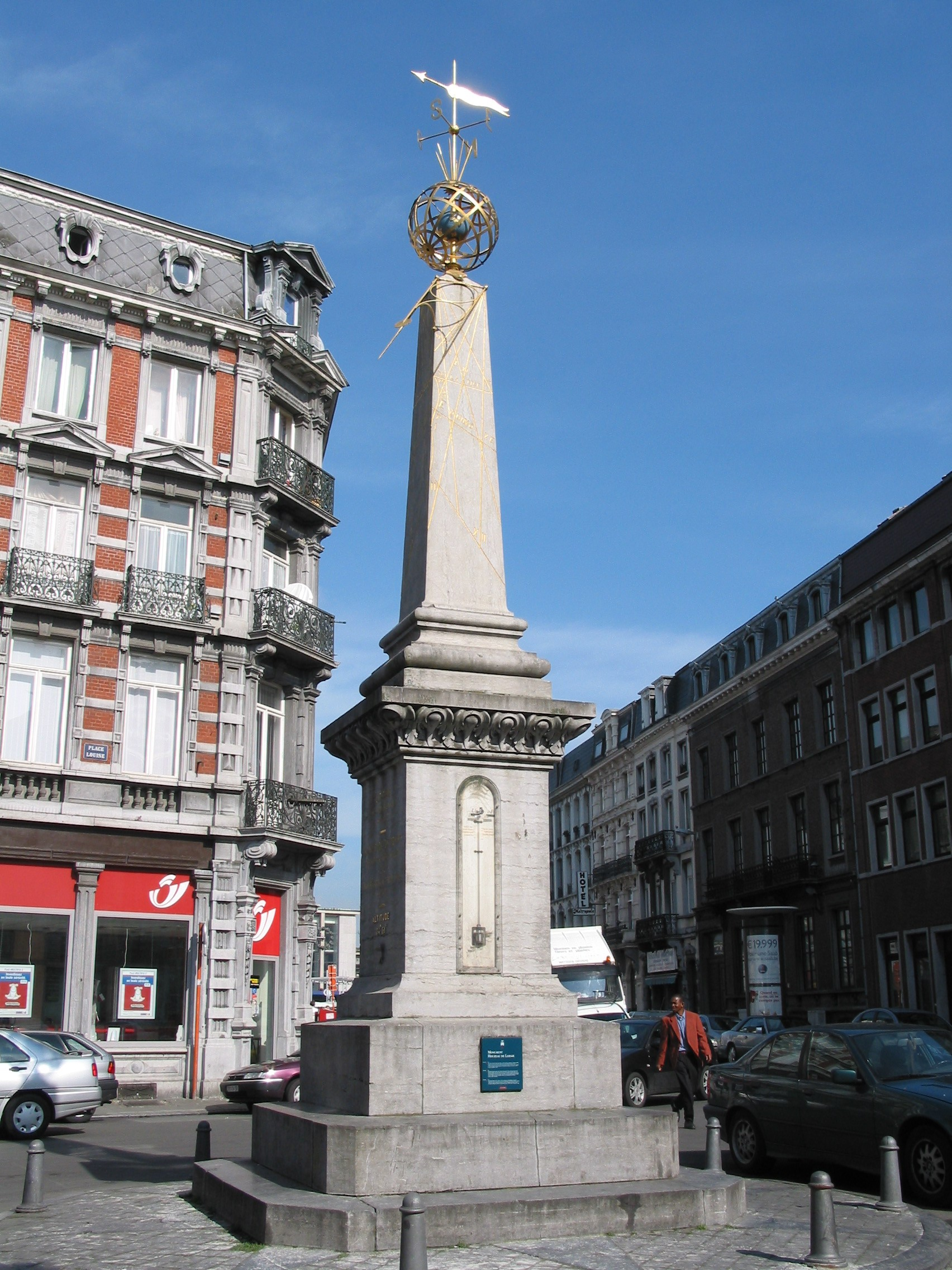
Minnesmärke över Houzeau i Mons.

Jean-Charles Houzeau de Lehaie, född 7 oktober 1820 i Mons, död 12 juli 1888 i Bryssel, var en belgisk astronom.
Houzeau var 1846-48 biträdande astronom vid observatoriet i Bryssel, men lämnade av politiska skäl denna plats och vistades sedermera bland annat i Nordamerika och på Jamaica. Efter Adolphe Quételets död 1874 utnämndes han till direktör vid observatoriet i Bryssel.
Houzeau utövade en ganska omfattande litterär verksamhet, inte endast inom astronomi, utan även inom närbesläktade vetenskaper, främst meteorologi och fysisk geografi. I syfte att väcka intresse för och underlätta studier i astronomi utgav han Vademecum de l'astronome (1882) som utöver en konturteckning av astronomin och dess historia innehåller en mängd bibliografiska hänvisningar. Ett arbete av monumental betydelse för studiet av astronomin är den av honom (tillsammans med Albert Lancaster) utgivna Bibliographie générale de l'astronomie jusqu'en 1880 (två delar, 1882-89). Houzeau deltog i den expedition, som utsändes till Texas för att observera Venuspassagen 6 december 1882.
Asteroiden 2534 Houzeau är uppkallad efter honom.

## Övriga skrifter i urval
- Physique du globe et météorologie (1851)
- Régles de climatologie (1852)
- Études sur les facultés mentales des animaux compare es à celles de l'homme (1872)
- L'étude de la nature ses charmes et ses dangers (1876)
- Le ciel mis à la portée de tout le monde (1873, tredje upplagan 1882)
- Resumé de quelques observations astronomiques et météorologiques faites dans la zone surtempérée et entré les tropiques (1875)